# Lokiceratops rangiformis
Lokiceratops rangiformis ('cara con cuernos de Loki' y 'con forma de reno') es la única especie conocida del género extinto Lokiceratops de dinosaurio ceratópsido centrosaurino, que vivió a finales del período Cretácico, hace aproximadamente 78 millones de años, durante el Campaniano, y en lo que hoy es Norteamérica. Sus restos fueron decubiertos en Estados Unidos.

## Descripción

### Tamaño
Lokiceratops es un ceratópisdo de tamaño grande, se le estima una longitud de 6,7 metros y un peso de 5 toneladas, lo que lo convertiría en el centrosaurino más masivo conocido.

### Morfología
La característica más distintiva de Lokiceratops es su ornamentación asimétrica, posee una gola con 7 pares de cuernos epiparietales (que bordean el parietal) de los cuales destaca el par 1 en la parte superior del volante, que tienen forma de cuchilla y presentan asimetría bien marcada, siendo un cuerno mucho más grande que el otro. Este rasgo es único del género y no se conoce en ningún otro centrosaurino.Es probable que Lokiceratops utilizara este tipo de ornamentación como estructura de exhibición y comunicación socio-sexual, de forma análoga a lo que hacen muchas aves.
La parte nasal del cráneo se caracteriza por no presentar ningún tipo de decoración.

## Descubrimiento e investigación
El holotipo de Lokiceratops (EMK 0012) consta de un esqueleto desarticulado asociado a un ejemplar maduro descubierto en 2019 en la Formación Judith River de Montana, Estados Unidos. Se ha hallado la mayor parte del cráneo, una vértebra cervical, la escápula y coracoide derechos, así como casi la totalidad del sacro, ambos isquiones, una vértebra caudal y un cheurón. Actualmente el ejemplar se encuentra exhibido en el Museo de la Evolución en Dinamarca.
Su descripción como nuevo género fue publicada en junio de 2024.

## Clasificación
Lokiceratops se ha identificado como un taxón hermano de Albertaceratops y Medusaceratops, y, en conjunto, los tres taxones conforman el clado Albertaceratopsini dentro de la subfamilia Centrosaurinae.
Se debate si las autapomorfías de Lokiceratops son en realidad características distintivas de la especie o simplemente un caso de variación intraespecífica, por lo que estaría en duda su posición como género independiente a Medusaceratops o Albertaceratops.

## Paleoecología
La Formación Judith River en la que se descubrió Lokiceratops corresponde al Campaniano, que hace unos 78 millones de años en Laramidia, era un ecosistema conformado principalmente por llanuras costeras y aluviales.
Lokiceratops coexistió con otros ornitísquios, de los cuales cinco también eran ceratópsidos con ornamentaciones peculiares. Esta es la diversidad de ceratópsidos más alta conocida en un solo lugar, y es probable que se deba a un aislamiento geográfico de la región, separada del resto del continente por vía marítima.